# Мон-Росс
Мон-Росс (фр. Mont Ross — «Гора Росса») — найвища гора, яка знаходиться на архіпелазі Кергелен, є частиною Французьких Південних і Антарктичних Територій. 

## Географія
Найвища точка головного острова і всього архіпелагу Кергелен — Мон-Росс, покрита льодовиком Кука. Висота над рівнем моря становить 1 850 метрів. Розташована у масиві Галлієні, на схід від Бай-Ларосі на головному острові. Площа головного острова (Гранд-тер, Острів Дезоляції або Невтішності) дорівнює 6 675 км², а площа всього архіпелагу — 7 215 км². Головний острів часто називають Кергелен за назвою архіпелагу. Протяжність його із заходу на схід близько 150 кілометрів, з півночі на південь — 120 кілометрів.

## Історія
Гора Мон-Росс названа на честь англійського військового моряка, полярного дослідника сера Джеймса Кларка Росса. 
Першою людиною, яка вирушила на освоєння гори, був французький військовий інженер Анрі Журноуд, що використовував вертоліт, на початку 1960-х. Однак на гору Мон-Росс, найвищу точку островів Кергелен в Індійському океані поблизу Антарктиди, вперше піднялися в 1975 році альпініст і режисер Жан Афанасьєфф і Патрік Кордьє.

## Галерея

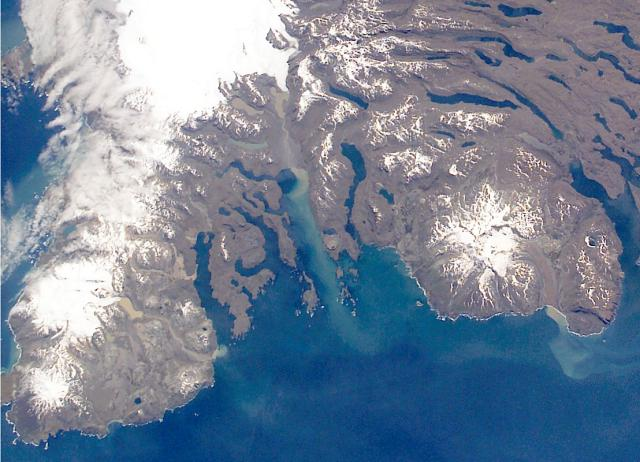
Південна частина островів Кергелен, праворуч знаходиться Монт Росс (біла пляма), а зліва - льодовик Кука (біла пляма) та півострів Ральє дю Баті.
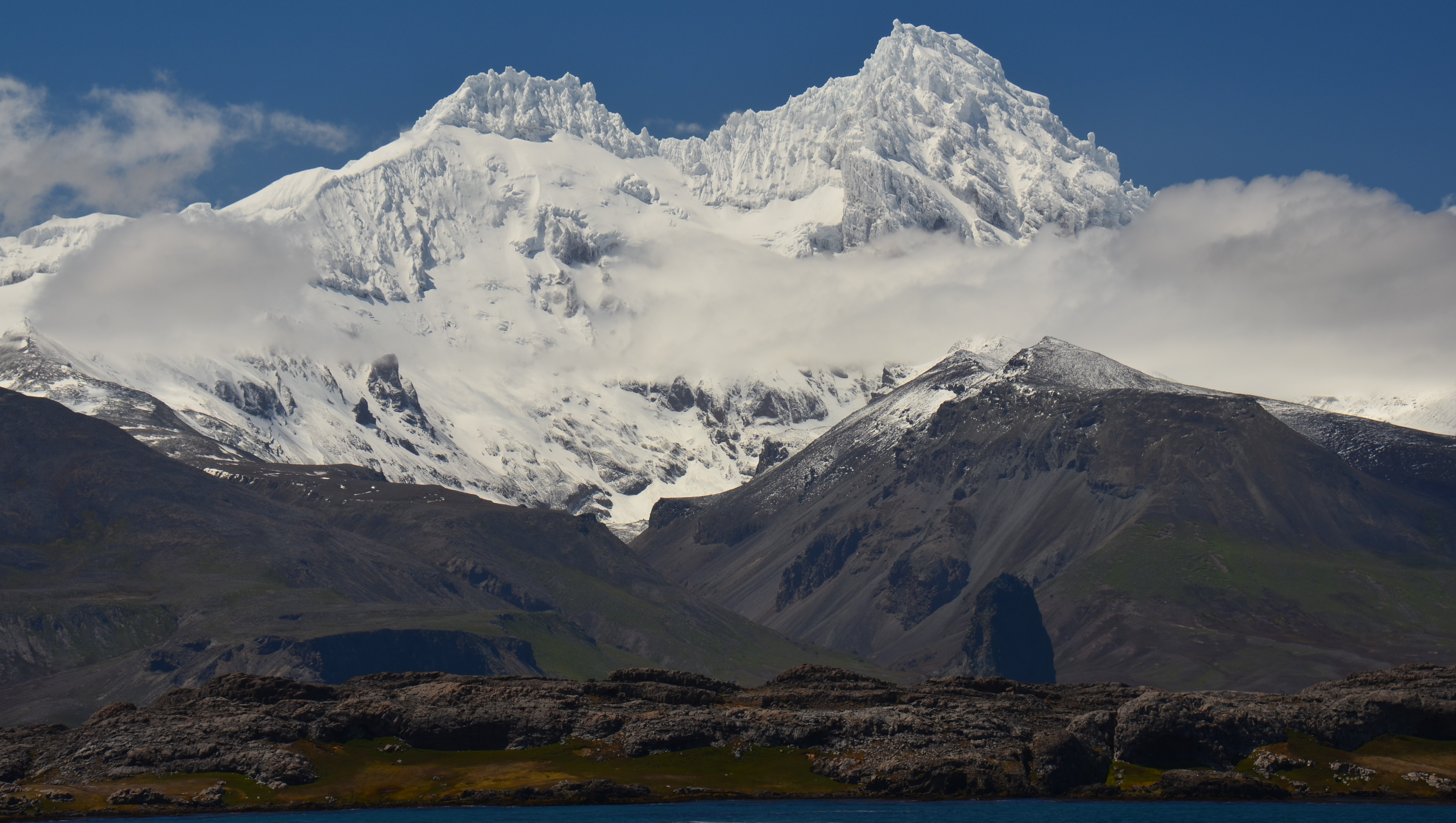
Вигляд гори Мон-Росс
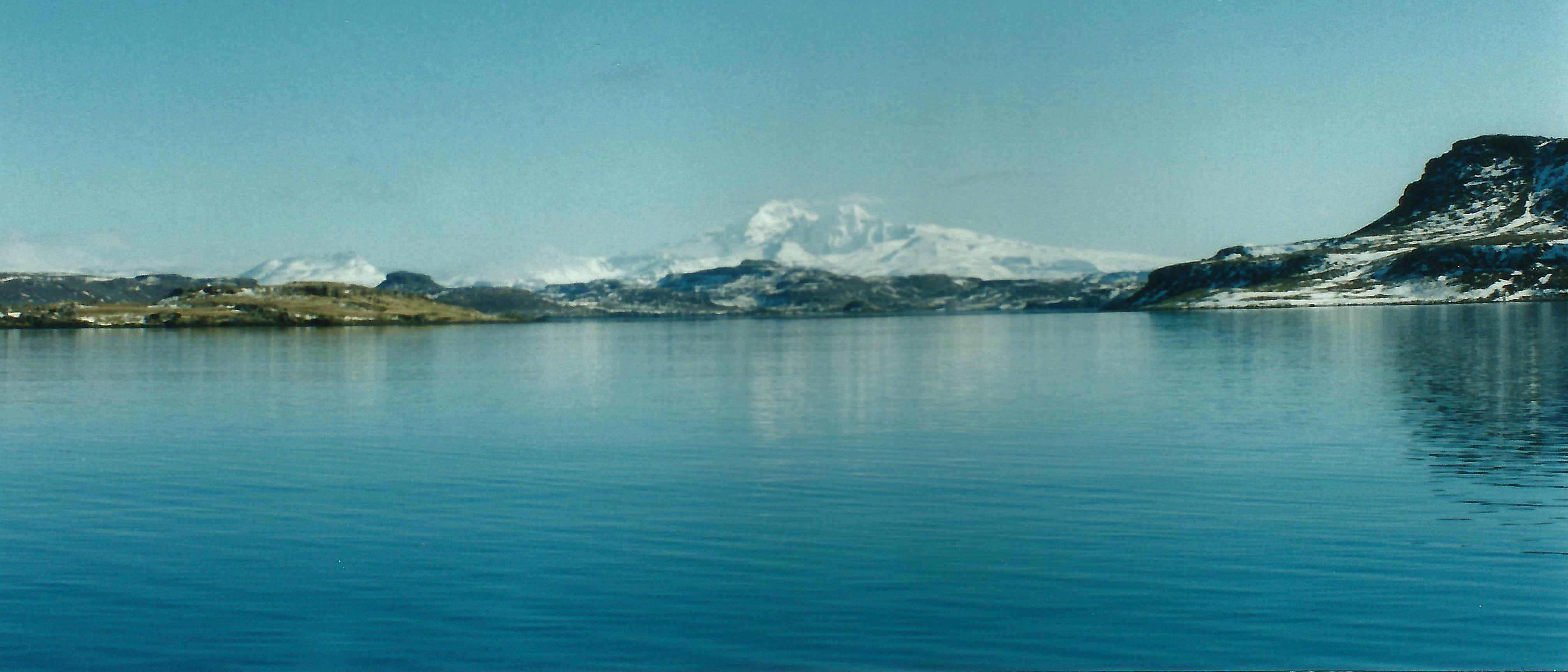
Вигляд гори Монс Росс з Морбіганської затоки
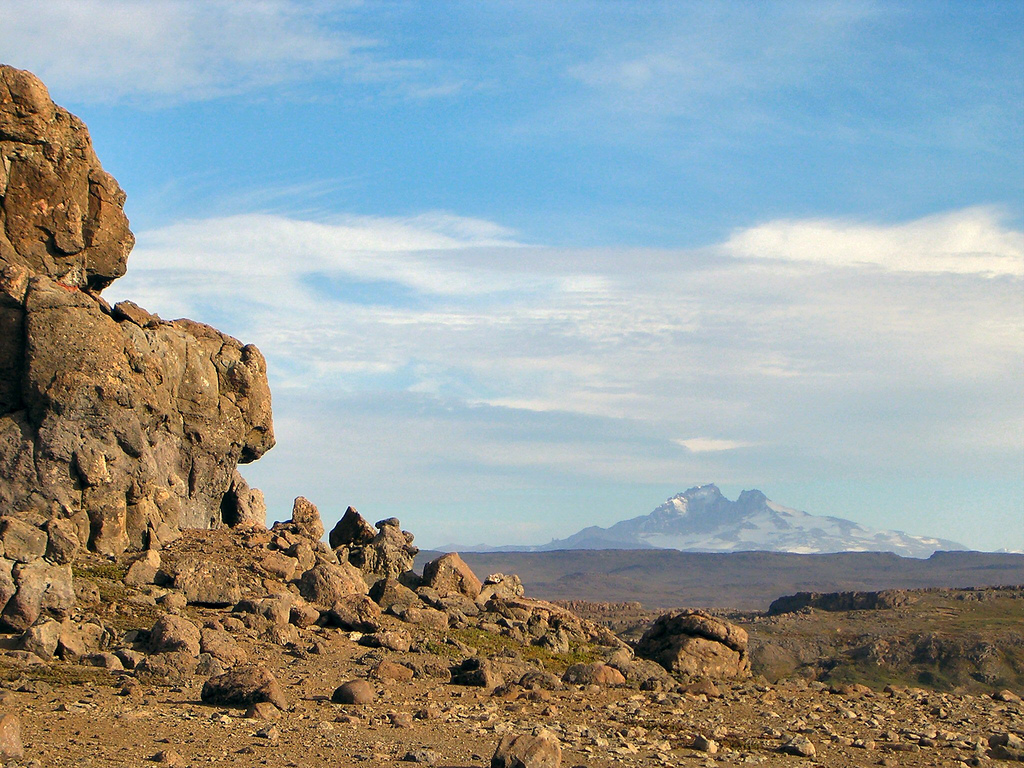
Вигляд гори Мон-Росс